# پریش سنت توماس (جامائیکا)
پریش سنت توماس (به لاتین: Saint Thomas Parish) یک منطقهٔ مسکونی در جامائیکا است که در شهرستان سوری، جامائیکا واقع شده‌است. پریش سنت توماس ۷۴۲٫۸ کیلومتر مربع مساحت و ۹۴٬۹۳۹ نفر جمعیت دارد.